# Polimixină B
Polimixina B este un agent activ de suprafață, un antibiotic din clasa polimixinelor ce constă dintr-un amestec de sulfați de polipeptide produse prin cultivarea unor tulpini de Bacillus polymyxa. Produsul disponibil comercial este un amestec de polimixină B1 și polimixină B2, care diferă în componența grupării N-acil. De fapt, prin hidroliză acidă, polimixina B1 conduce la formarea acidului (+) - 6-metiloctanoic, în timp ce polimixina B2 dă naștere la o moleculă de acid 6-metileptanoic. Pur polimixină B, în cantitate de 100 mg este echivalent cu 1000000 UI.